# Daoxuan
Daoxuan (道宣; ur. 595, zm. 667) (kor. Tosŏn (도선), jap. Dōsen, wiet. Đaô Tuyên) – chiński mnich buddyjski, założyciel szkoły winai – lüzong.

## Życiorys
Był wybitnym uczonym buddyjskim i jest uważany za założyciela szkoły lü (winai), zwanej nanshan. Charakterystyczne dla niej jest przyjęcie reguły dyscyplinarnej szkoły dharmaguptaka, odłamu sarvāstivādy.
Daoxuan jest także autorem raportu dla cesarza, informującego go o stanie i rozwoju buddyzmu w Chinach. Omówione są tam szkoły buddyjskie, wśród nich nowa szkoła chan. Raport ten jest tradycyjnym źródłem wiadomości o wczesnym okresie chan w Chinach. Dzieło to powstało pomiędzy 645 a 667 r. i nosiło tytuł Xu gaoseng chuan, także Gaoseng zhuan’er ji lub Songgao sengzhuan (Biografie wybitnych mistrzów).

## Prace
Oto jego dzieła znajdujące się w chińskiej i koreańskiej Tripitace. T – numer katalogowy tekstu w Taishō shinshū daizōkyō, Tokio 1924-1934; K – numer katalogowy tekstu w The Korean Buddhist Canon: a Descriptive Catalogue, pod red. Lewisa R. Lancastera, Berkeley 1979.
- Tan wude busifen lushan busui jijiemo; napisane ok. 649 na górze Zhongnan. [T 1808, K 922]
- Shijia fangzhi (650) [T 2088, K 1048]
- Jishenchou sanbao gantong lu; napisane w 664 r. w klasztorze Qingguan. [T 2106, K 1069]
- Daoxuan lüshi gantong lu (664). [T 2107, K 1070]
- Xu gaoseng zhuan (續高僧傳) (649). [T 2060, K 1075]